# Киреевский, Николай Васильевич
Николай Васильевич Кире́евский (1797—1870) — русский помещик; охотник, ставший прототипом героев произведений И. С. Тургенева и Л. Н. Толстого; писатель

.

## Биография
Николай Киреевский был единственным сыном в семье Василия Александровича Киреевского и Елизаветы Фёдоровны Киреевской (урождённой Стремоуховой); родился в 1797 году. Елизавета Фёдоровна Киреевская молиться о наследнике ездила в село Лески, где в то время служил дед писателя Н. С. Лескова — отец Дмитрий. После рождения сына владелица Шаблыкино (Карачевский уезд Орловской губернии) подарила церкви в Лесках икону Пресвятой Богородицы в ризах и с серебряными венцами, с короной и жемчужным ожерельем за 2000 рублей. Мать умерла в 1798 году, через год после рождения сына.
Из камер-пажей 28 февраля 1815 года Н. В. Киреевский поступил в Кавалергардский полк корнетом; в 1816 году был произведён в поручики, в 1818 году — в штаб-ротмистры.
В 1821 году, 15 апреля, вышел в отставку за болезнью ротмистром. По семейным преданиям, «причина его выхода из Кавалергардского полка была следующая: ему был поручен ремонт; имея огромное состояние, он ничего не жалел на приобретение лошадей, и, говорят, что лошади были одна лучше другой, но, несмотря на это, весь ремонт был забракован. Он рассердился и вышел в отставку»
Поселившись в имении Шаблыкино, которое унаследовал после смерти матери, оставшуюся жизнь посвятил обустройству имения и охоте. Шаблыкино превращается в своеобразную «охотничью столицу» Орловской губернии, а её хозяин становится охотником, известным на всю Россию. В 1857 году им был создан здесь великолепный памятник садово-паркового искусства, подробное описание которого дано Н. А. Основским в «Журнале садоводства» (Т. 4, июль 1857), а виды парка были отображены в картинах художника Р. К. Жуковского.
В 1833 году Н. В. Киреевский начал в Шаблыкино постройку Георгиевского храма, который был освящён лишь в 1853 году архиепископом Смарагдом.
В 1856 году им были изданы воспоминания «Сорок лет охоты»; затем напечатаны «40 лет постоянной охоты: Из воспоминаний старого охотника. Рассказы» (Москва: тип. В. И. Рышкова, 1860. — 171 с.), переизданные после его смерти в 1875 году: «40 лет постоянной псовой и ружейной охоты» (2-е изд. — Москва: тип. А. В. Кудрявцевой, 1875. — [4], II, 159 с., 1 л. ил.).
В 1861 году пожертвовал средства на расширение здания Орловской гимназии.
Умер 20 февраля (4 марта) 1870 года и был похоронен в Шаблыкино.
Был замечательным гитаристом. Стал прототипом героев произведений Тургенева и Толстого.